# Clastocnemis distinctus
Clastocnemis distinctus är en skalbaggsart som beskrevs av Franz Antoine 2005. Clastocnemis distinctus ingår i släktet Clastocnemis och familjen Cetoniidae. Inga underarter finns listade i Catalogue of Life.